# Anglický roh
Anglický roh je dvouplátkový dřevěný dechový nástroj patřící do rodiny hobojových nástrojů (jako její altový zástupce), používá se zejména v symfonických orchestrech.

## Stavba a funkce

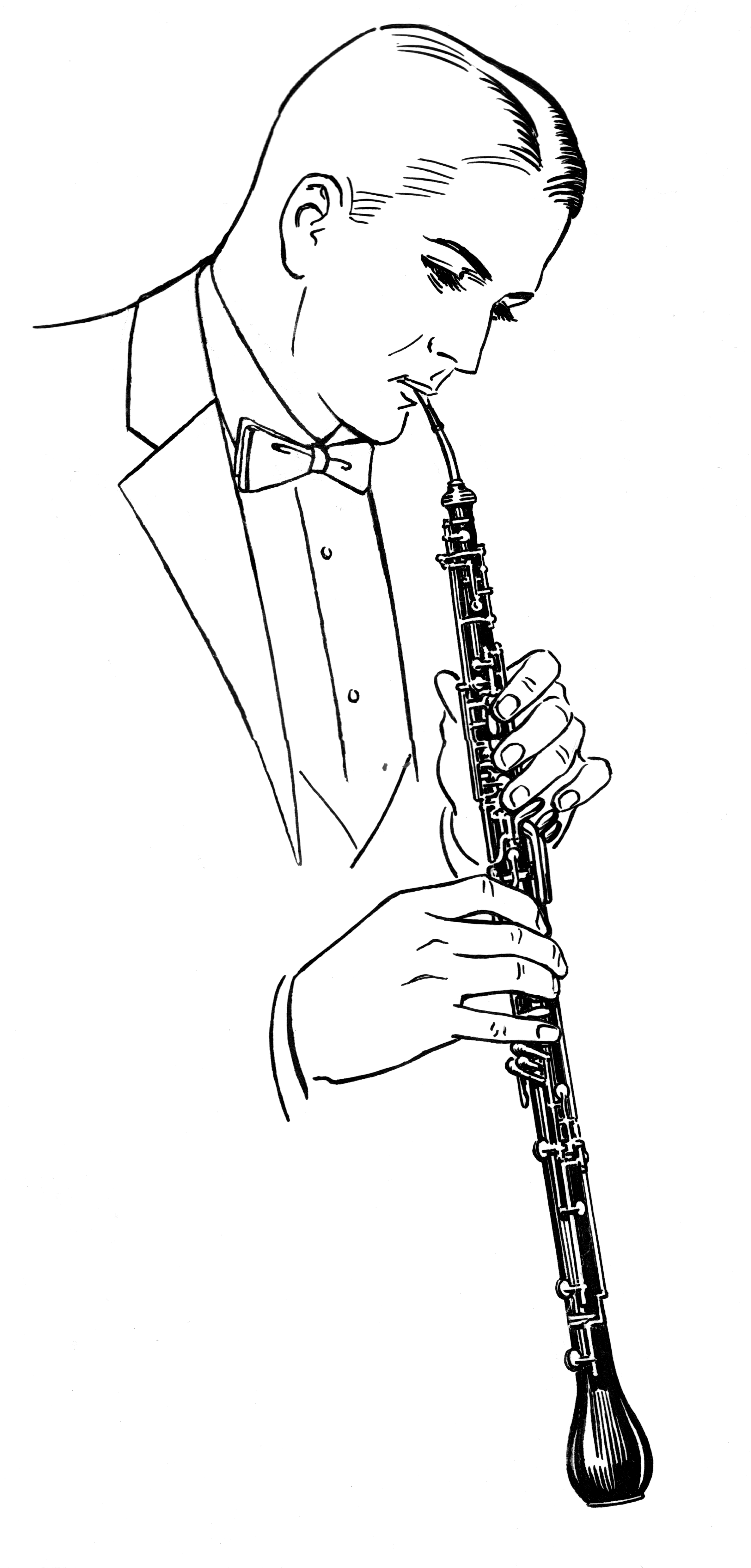
Hráč na anglický roh (autor obrázku: [http://en.wikipedia.org/wiki/Pearson_Scott_Foresman Pearson Scott Foresman

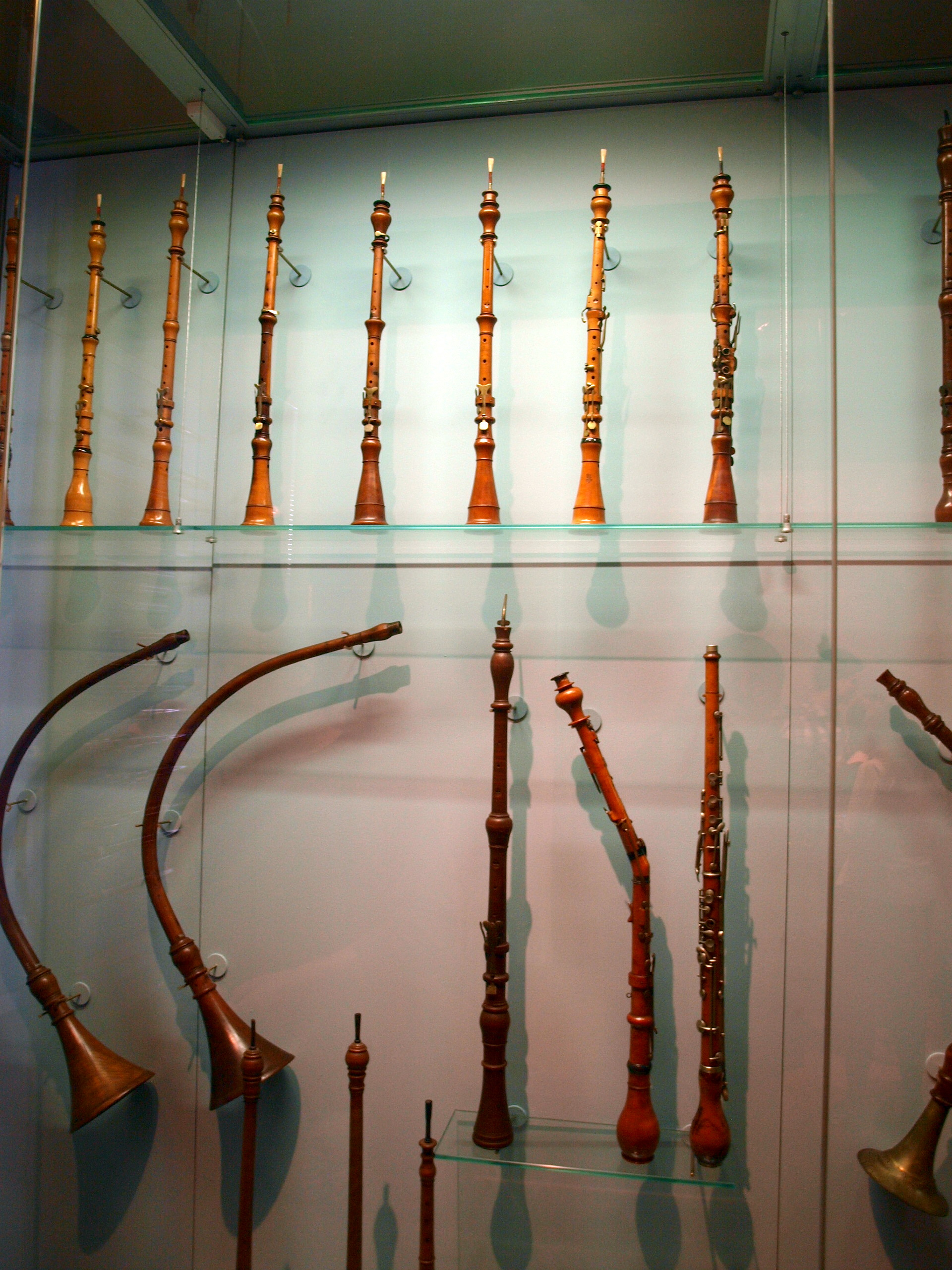
Hoboje a anglické rohy v oddělení dechových nástrojů Českého muzea hudby v Praze

Anglický roh je delší než hoboj, a proto zní o kvintu níže. Na rozdíl od hoboje je zakončen hruškovitým ozvučníkem, který mu propůjčuje teplý a jemný zvuk. Hmaty jsou velice podobné hobojovým (taktéž se takřka výhradně používá Boehmův systém), takže pro hobojisty není problém hrát i na tento nástroj.

## Etymologie
Název „anglický roh“ neznamená, že tento nástroj pochází z Anglie, vznikl vlastně zkomolením. Předchůdcem tohoto nástroje je barokní oboe da caccia – dvouplátkový dřevěný nástroj, který měl zahnutý tvar a na konci kovový ozvučník, takže svým tvarem připomínal lesní roh. Dostal proto ve francouzštině přezdívku „cor anglé“, čili „ohnutý roh“, postupně se tento název zkomolil na „cor anglais“ – „anglický roh“. Toto označení přejaly i moderní altové hoboje, již rovného tvaru a bez kovového ozvučníku.

## Použití v hudbě
Repertoár pro sólový anglický roh je velmi omezený, tohoto nástroje se s oblibou používá spíše jako součást symfonických orchestrů. Pomocí tohoto nástroje skladatelé vyjadřují melancholickou náladu. Jedním z nejznámějších příkladů skladeb pro sólový anglický roh, je melodie ve druhé větě Dvořákovy Novosvětské symfonie.